# Cmentarz rzymskokatolicki w Komarowie-Osadzie
Cmentarz rzymskokatolicki w Komarowie-Osadzie – katolicka nekropolia w Komarowie-Osadzie, utworzona na potrzeby miejscowej ludności katolickiej na pocz. XIX w., użytkowany do dzisiaj.

## Historia i opis
Cmentarz powstał na początku XIX w. jako kontynuacja cmentarza przy kościele parafialnym. Najstarszy zachowany na jego terenie nagrobek pochodzi z 1855 r. Ostatni raz teren cmentarza powiększano w latach 60. Cmentarz jest wciąż użytkowany.
Na początku lat 90. XX wieku na terenie nekropolii zachowały się ok. 80 kamiennych i betonowych nagrobków sprzed 1945 r.: płyty poziome na podstawach płaskich i katafalkowych, figury Matki Bożej i Chrystusa, dźwigającego krzyż, obeliski, złamane kolumny i pnie drzew. Dekorowane są wielostopniowymi gzymsami uskokowymi, ze szczycikami trójkątnymi i pólkolistymi, tympanonami, akroterionami, płycinowymi pilasterkami na narożach oraz ornamentami roślinnymi i kanelurami. Przy bramie znajduje się kaplica grobowa z 1950 r.
Wyróżniają się mogiły zbiorowe: nieznanej liczby żołnierzy poległych w czasie I wojny światowej, 31 polskich żołnierzy poległych podczas bitwy pod Komarowem w 1920 r., 36 żołnierzy, w tym 19 nieznanych, poległych w czasie kampanii wrześniowej w 1939 r., grobom towarzyszy rzeźba ludowa przedstawiająca żołnierza polskiego, płyta pamiątkowa poświęcona 42 mieszkańcom Komarowa zamordowanym na Majdanku. 
Na cmentarzu rośnie 12 topól, 10 klonów, 4 jesiony, 3 świerki i 2 robinie oraz lipa, wiąz, modrzew, dąb, a także krzewy tui.